# Église Saint-Pierre de Pargny-les-Bois
L'église Saint-Pierre de Pargny-les-Bois est une église située à Pargny-les-Bois, en France.

## Localisation
L'église est située sur la commune de Pargny-les-Bois, dans le département de l'Aisne.